# 캔버스엔
주식회사 캔버스엔(영어: CANVAS N)은 대한민국의 드라마 제작사이다.

## 역사 및 현황
2003년 음악백과로 설립되어 이김 프로덕션으로 상호를 변경하였다.
2016년에 이김프로덕션에서 빅토리콘텐츠로 변경, 2024년 캔버스엔으로 변경하였다.
2024년 11월 DB PE (DB프라이빗에쿼티)가 현 최대주주인 에프앤에프의 지분 42.83%과 빅텐츠 창업자인 조윤정 대표의 지분 16.04%를 합친 빅텐츠의 지분 58.87% 중 27.08%를 주당 21,000원에 매수하며 최대주주가 되었다.

## 작품 목록

### 시리즈
| 연도      | 제목                        | 네트워크               | 비고                      |
| --------- | --------------------------- | ---------------------- | ------------------------- |
| 2004      | 발리에서 생긴 일            | SBS TV                 |                           |
| 2004      | 유리화                      | SBS TV                 |                           |
| 2006      | 스마일 어게인               | SBS TV                 |                           |
| 2007      | 쩐의 전쟁                   | SBS TV                 | [ a ]                     |
| 2008      | 쩐의 전쟁 the Original      | tvN                    | [ a ]                     |
| 2008      | 밤이면 밤마다 (드라마)      | MBC TV                 |                           |
| 2009      | 아가씨를 부탁해             | KBS 2TV                |                           |
| 2010      | 개인의 취향                 | MBC TV                 |                           |
| 2010      | 대물                        | SBS TV                 | [ b ]                     |
| 2011      | 스파이 명월                 | KBS 2TV                |                           |
| 2011      | 지고는 못살아               | MBC TV                 |                           |
| 2012      | K-팝 최강 서바이벌          | 채널A                  |                           |
| 2012      | 닥터 진                     | MBC TV                 | 크로스 픽쳐스와 공동 제작 |
| 2012      | 보고싶다                    | MBC TV                 |                           |
| 2013      | 금 나와라, 뚝딱!            | MBC TV                 |                           |
| 2013      | 기황후                      | MBC TV                 |                           |
| 2014      | 아내스캔들 - 바람이 분다    | TV조선                 |                           |
| 2014      | 유혹                        | SBS TV                 |                           |
| 2014      | 미스터 백                   | MBC TV                 |                           |
| 2015      | 소녀연애사                  | - 다음 TV팟 - 카카오TV | 웹드라마                  |
| 2016      | 굿바이 미스터 블랙          | MBC TV                 |                           |
| 2016      | 몬스터                      | MBC TV                 |                           |
| 2016      | 불야성                      | MBC TV                 | [ c ]                     |
| 2017      | 당신은 너무합니다           | MBC TV                 |                           |
| 2019      | 단, 하나의 사랑             | KBS 2TV                | 몬스터유니온과 공동 제작  |
| 2019      | 99억의 여자                 | KBS 2TV                |                           |
| 2020      | 바람과 구름과 비            | TV조선                 | 하이그라운드와 공동 제작  |
| 2020      | 저녁 같이 드실래요?         | MBC TV                 |                           |
| 2021      | 달이 뜨는 강                | KBS 2TV                |                           |
| 2021      | 멀리서 보면 푸른 봄         | KBS 2TV                |                           |
| 2021      | 욕망                        | 채널 IHQ               | IHQ와 공동 제작           |
| 2022      | 징크스의 연인               | KBS 2TV                | 수목 드라마               |
| 2022      | 대통령 정약용               |                        |                           |
| 2022      | 스폰서                      | MBN                    |                           |
| 2022      | 커튼콜                      | KBS 2TV                |                           |
| 2023      | 진짜가 나타났다!            | KBS 2TV                | 주말 드라마               |
| 2024      | 완벽한 가족                 | KBS 2TV                | 수목드라마                |
| 2026      | 그래, 이혼하자              | MBC TV                 | 금토 드라마               |
| 발표 예정 | 발리에서 생긴 일 (리메이크) | MBN                    | AStory와 공동 제작        |

### 영화
| 연도 | 제목   | 배급사                 | 비고               |
| ---- | ------ | ---------------------- | ------------------ |
| 2017 | 원라인 | 넥스트엔터테인먼트월드 | 투자자 역할만 담당 |
| 2017 | 더 킹  | 넥스트엔터테인먼트월드 | 투자자 역할만 담당 |
| 2018 | 인랑   | 워너 브라더스 코리아   | 투자자 역할만 담당 |

### 사운드트랙
출처:
| 연도 | 제목                    | 배급사             |
| ---- | ----------------------- | ------------------ |
| 2004 | 발리에서 생긴 일 OST    | 예당 컴퍼니        |
| 2004 | 유리화 OST              | 예당 컴퍼니        |
| 2006 | 스마일 어게인 OST       | 예당 컴퍼니        |
| 2007 | 쩐의 전쟁 OST           | 예당 컴퍼니        |
| 2008 | 밤이면 밤마다 OST       | 예당 컴퍼니        |
| 2009 | 아가씨를 부탁해 OST     | 예당 컴퍼니        |
| 2010 | 개인의 취향 OST         | 카카오엠           |
| 2010 | 대물 OST                | 티 엔터테인먼트    |
| 2011 | 스파이 명월 OST         | 카카오엠           |
| 2011 | 지고는 못살아 OST       | 카카오엠           |
| 2012 | 닥터 진 OST             | 카카오엠           |
| 2012 | 보고싶다 OST            | 카카오엠           |
| 2013 | 금 나와라, 뚝딱! OST    | 카카오엠           |
| 2013 | 기황후 OST              | 카카오엠           |
| 2014 | 유혹 OST                | 카카오엠           |
| 2014 | 미스터 백 OST           | 카카오엠           |
| 2016 | 굿바이 미스터 블랙 OST  | 카카오엠           |
| 2016 | 몬스터 OST              | 카카오엠           |
| 2016 | 불야성 OST              | 카카오엠           |
| 2017 | 당신은 너무합니다 OST   | 카카오엠           |
| 2019 | 단, 하나의 사랑 OST     | 카카오엠           |
| 2019 | 99억의 여자 OST         | 카카오엠           |
| 2020 | 바람과 구름과 비 OST    | 워너 뮤직 코리아   |
| 2020 | 저녁 같이 드실래요? OST | 워너 뮤직 코리아   |
| 2021 | 달이 뜨는 강 OST        | 카카오엔터테인먼트 |

### 내용주
1. 1 2  SBS와 tvN 드라마 모두 박인권 작가의 동명 만화를 원작으로 한다.
2. ↑  대물과 2013년 SBS TV 드라마 야왕 (베르디 미디어 제작)는 모두 박인권 작가의 만화 대물을 원작으로 한다.
3. ↑  SBS와 tvN 드라마는 모두 박인권 작가의 동명 만화를 원작으로 한다.
4. ↑  바람과 구름과 비와 1989년 KBS 2TV 드라마 바람과 구름과 비 (KBS 드라마 제작)는 모두 이병주 작가의 소설 바람과 구름과 비를 원작으로 한다.
5. ↑  미스틱스토리와 공동 제작
6. ↑  현재는 뮤직앤뉴로 변경